# RNBドリームナイター
RNBドリームナイター（アールエヌビードリームナイター）は、南海放送ラジオが、ナイターシーズン中に放送されるプロ野球中継専門の番組である。以前のタイトルは、「RNBナイター」（アールエヌビーナイター）→「RNBゴールデンナイター」（アールエヌビーゴールデンナイター）→「Nancy16ラジオナイター」→「RNBパワーアップナイター」（アールエヌビーパワーアップナイター）だったが、2005年から、現在の中継タイトルとなる。

## 放送データ

### 放送時間（2024年度）
- 毎週金曜 18:45 - 21:00[1]
  - 2017年シーズンより、21時台の自社制作番組の放送を優先するため延長オプションはなくなり、試合の展開に関わらず定刻で中継を打ち切る[2]。また、2018年度は前シーズンをもってJRNキー局のTBSラジオがナイター中継から撤退したことを受けて火曜日のレギュラー放送から撤退し、さらに金曜の放送も打ち切り週2日かつ2時間枠に縮小。さらに2019年度はローカル番組の拡大に伴い金曜の放送を復活させる替わりに水・木曜の放送を打ち切り、週1日のみの放送となった。なお、水・木曜はTBSラジオのナイター撤退に伴い先行打ち切りされた火曜と併せ、中継の代替として、ローカル番組内でナイター情報を20時台と21時台に1回ずつ挿入されるようになった。
  - 2023年現在、プロ野球中継が金曜のナイター中継のみの民放ラジオ局は、他に栃木放送、ラジオ沖縄がある。これら2局はいずれもNRN単独加盟局である[3]。JRN・NRN加盟局では南海放送が唯一であったが、2024年から和歌山放送・RSK山陽放送・南日本放送もナイター中継を金曜のみに縮小する。

### 制作担当局（2019年）
- 北海道（日）/STV
- 宮城（楽）/TBC
- 関東（巨・ヤ・横・西・ロ）/LF
- 中京（中）/SF
- 近畿（神・オ）/ABC
- 広島（広）/RCC
- 福岡（ソ）/KBC

### 放送ネット
- NRNナイター（キー局：ニッポン放送）
- 2005年までは日曜（JRN）にも、2010年までは土曜（2009年までJRN。2010年のみNRNでキー局は文化放送）にもレギュラー放送されていた。
- 2017年までは火曜日（JRN）と金曜日（NRN、キー局はニッポン放送）にも放送されていたが、TBSが2017年限りでプロ野球中継関連の業務から撤退したため、2018年から火曜日の中継を廃止し自主編成に切り替える。同時に金曜日もナイターオフの自主編成ワイド番組を通年化するため廃止となった。この年のみNRNナイター参加局では唯一金曜ナイターをネットせず、かつ朝日放送ラジオ制作の中継が原則流れない局となった。
- 上記の通り、2019年は金曜の中継を復活させる替わりに水・木曜の中継を廃止。このため、朝日放送ラジオ制作の中継のネットが復活する一方、毎日放送制作の中継が流れなくなる。
- 日本シリーズは、第1・2・3・6・7戦がJRN（火曜開催の第3戦は、関西発の場合MBSが担当）、第4・5戦がNRN（年度により異なるが、ニッポン放送・文化放送のラインが1試合ずつ）のネット体系であり、JRNナイターの土日中継が廃止された2010年以降も同様のネット体系を維持したが（2011年は第1戦がデーゲームであったため放送されなかった）、2016年を最後にネットを取りやめた。なお、日本シリーズ期間の『中四国ライブネット』の枠は特別番組や外部制作会社の番組で穴埋めする。

### 地元開催試合の対応
松山坊っちゃんスタジアム開催のプロ野球公式戦は、南海放送の後援の有無、主催球団により対応が分かれていたが、前述の2017年から続く野球編成の縮小の影響もあり、2015年度を最後に南海放送の後援有無にかかわらず中継していない。
- ヤクルト主催ゲームは、南海放送が後援を行っているため[4]、2015年までナイター開催時を中心に編成の都合がつかない場合を除いて放送を行う場合が多かった。
  - 2007年6月8日金曜日の対日本ハム戦は、NRNネットの金曜日であったことからニッポン放送制作の裏送りによりネットされた[5]。
  - 2008年8月6日水曜日・8月7日木曜日の対中日戦は、NRN全国向け放送カードになったため通常通りニッポン放送よりネットされた（6日解説：デニー友利、7日解説：達川光男）。
  - 2009年5月9日土曜日の対広島戦は、この年までJRNネット日である土曜ながら差し替えで放送された。地方開催のためニッポン放送が制作し、LF-MBSラインの扱いで、中国放送にもネットされ4局ネットで放送された（解説：若松勉）。[6]。また、予備カードもNRN全国向け放送カードである巨人対中日戦（文化放送制作）に振り替えた。なお、5月10日日曜日のデーゲーム開催分は中継されなかった[7]。
  - 2010年4月17日土曜日の対巨人戦は、NRN全国向け放送カードになったため文化放送よりネットされた（解説：笘篠賢治）。また、4月18日日曜日開催分は、通常番組を休止してデーゲーム中継を行った。しかし全国放送を行わないためか、ニッポン放送制作（解説：若松勉）での放送となった[8]。
  - 2011年5月7日土曜日の対広島戦については、この年から土曜日の中継枠自体がなくなったため、中継されないことになった[9]。また、5月8日日曜日のデーゲーム開催分も中継されなかった[10]。
  - 2012年4月14日土曜日の対広島戦については、昨年から土曜日の中継枠はなくなっているが、本年は通常番組を休止し文化放送からネット受け（NRN全国向け放送カード、解説：松沼雅之）して中継された[11]。なお、4月15日日曜日のデーゲーム開催分は中継されなかった[7]。
  - 2013年5月10日金曜日の対阪神戦については、6年ぶりにニッポン放送制作の裏送りによる単独放送（解説：高津臣吾）となった[12]。なお、5月11日と12日の中継は行われなかった[13]。
  - 2014年8月24日日曜日の対DeNA戦については、日曜日の定時中継が廃止された2006年以降では初めて通常番組を休止し、文化放送からの裏送りにより東海ラジオとの2局ネットで放送（解説：土肥義弘）[14]。なお、8月23日の中継は行われなかった[15]。
  - 2015年4月14日火曜日の対広島戦は、JRNネット受け日であるが、ニッポン放送制作により中国放送との2局ネット（解説：若松勉）で放送予定が組まれた。しかしながら、DeNA対巨人戦が雨天中止となりNRN本番（事実上ニッポン放送との3局ネット）に昇格も、試合途中でノーゲームとなり、南海放送は本来のラインであるJRN・CBCラジオ制作の中日対阪神戦に切り替えた[16]。4月15日水曜日は予定通りニッポン放送制作により中国放送・南海放送の2局ネットで放送（解説：大矢明彦）された[17]。今回の中継に関しては、2試合とも中継する旨事前にRNBラジオで番宣を流すなど、積極的な対応がみられた。現時点ではこれが松山のヤクルト主催試合の最後の放送となっている。
  - 2016年・2017年のヤクルト主催試合はデーゲームのため元々中継枠なし。2018年もヤクルト対阪神が火曜・水曜のナイターとして行われたが、南海放送では水曜のみ巨人対中日（NRN全国向け放送カード）の第1予備カードとして編成されるのみにとどまった。
- また、巨人主催ゲームも同様に南海放送が後援を行っているため、積極的に放送を行っていた。
  - 2008年9月4日木曜日開催の対広島戦は、NRN全国向け放送カードになったため通常通りニッポン放送よりネットされた（解説：黒木知宏）。また当日のCM枠を利用してRNBのラジオ番組パーソナリティであるらくさぶろう（巨人側）、桝形浩人（広島側）を応援レポーターとして派遣し独自企画を挿入した。
  - 2015年7月28日火曜日開催の対DeNA戦は、JRNネット受け日であるが、放送権料ならびに出張費の削減の都合もあり、本来の制作担当局であるTBSラジオは中継体制を取らず、JRNナイター（全国向け放送カードはCBCラジオ制作の中日対阪神戦）の予備カードとしても最後位の第4予備となった。そのため、南海放送は特例でラインをNRNに切り替え、ニッポン放送からのネット受けで放送した（解説：野村弘樹。NRN全国向け放送カードであるが、事実上ニッポン放送と南海放送の2局ネット）。ヤクルト主催試合やNRN独占時代の横浜主催試合以外で、JRNネット受け日にNRNへの切り替えが行われるのは異例である。
- 一方で阪神主催ゲームは、南海放送が後援を行っていない[18] ため、以前から積極的には放送を行っていない。
  - 2012年7月3日火曜日の対広島戦は、当初ネットされずJRN全国向け放送カードのDeNA対巨人戦を放送予定であったが、雨天中止のためJRN第1予備カードである本カードが朝日放送制作JRN全国向けカードとなり、南海放送でも放送された（解説：矢野燿大）。[19] 7月4日水曜日はNRN全国向け放送カードがDeNA対巨人戦のため、本カードは放送されなかった[20]。
- 以前行われていた広島主催ゲームについての対応は未確認（年度・日程により後援社が異なっていた模様）。[21]
- 日本野球機構（NPB）が主催するオールスターゲームの対応は以下の通り（なお、南海放送は後援していないが、系列新聞社である愛媛新聞が運営主幹を行っている）。
  - 2002年7月13日土曜日のオールスターゲーム第2戦は、通常通りTBSラジオ制作のJRN全国向け放送をネットし放送。ゲストに愛媛県出身のスポーツジャーナリストである二宮清純を迎えている（解説：栗山英樹）[22]。
  - 2012年7月21日土曜日のオールスターゲーム第2戦は、通常番組を休止し文化放送制作のNRN全国向け放送をネットし放送（解説：山崎裕之）[23]。
  - 2021年7月15日木曜日のフレッシュオールスターゲームは、野球編成の縮小の影響で臨時ネットせず通常番組を放送。2022年7月27日水曜日のオールスターゲーム第2戦も同様の予定。
- その他、2010年8月28日土曜日には、同球場で開催の東京六大学野球オールスターゲームを自社製作放送。NRNナイターは予備カード扱いとなった。